# Jorge Vítor, Príncipe de Waldeck e Pyrmont
Jorge Vítor, Príncipe de Waldeck e Pyrmont (14 de janeiro de 1831 - 12 de maio de 1893) foi o terceiro soberano do principado de Waldeck e Pyrmont.

## Família
Jorge Vítor foi o quarto filho e segundo varão de Jorge II, Príncipe de Waldeck e Pyrmont e da princesa Ema de Anhalt-Bernburg-Schaumburg-Hoym. Os seus avós paternos eram Jorge I, Príncipe de Waldeck e Pyrmont e a princesa Augusta de Schwarzburg-Sondershausen. Os seus avós maternos eram Vítor II, Príncipe de Anhalt-Bernburg-Schaumburg-Hoym e a princesa Amália de Nassau-Weilburg.

## Reinado
Jorge sucedeu ao título de príncipe de Waldeck e Pyrmont sob a regência da sua mãe após a morte súbita do seu pai no dia 15 de maio de 1845.

## Casamentos e descendência
O príncipe Jorge Vítor casou-se pela primeira vez no dia 26 de setembro de 1853 com a princesa Helena de Nassau, filha do duque Guilherme, Duque de Nassau. Tiveram sete filhos:
1. Sofia de Waldeck e Pyrmont (27 de julho de 1854 – 5 de agosto de 1869); morreu de tuberculose aos 15 anos; sem descendência.
2. Paulina de Waldeck e Pyrmont (19 de outubro de 1855 – 3 de julho de 1925) casada com o príncipe Alexis de Bentheim e Steinfurt; com descendência.
3. Maria de Waldeck e Pyrmont (23 de maio de 1857 – 30 de abril de 1882); casada com o rei Guilherme II de Württemberg; com descendência.
4. Ema de Waldeck e Pyrmont (2 de agosto de 1858 – 20 de março de 1934), casada com o rei Guilherme III dos Países Baixos; com descendência.
5. Helena de Waldeck e Pyrmont (17 de fevereiro de 1861 – 1 de setembro de 1922) casada com o príncipe Leopoldo, duque de Albany, filho da rainha Vitória do Reino Unido; com descendência.
6. Frederico de Waldeck e Pyrmont (20 de janeiro de 1865 – 26 de maio de 1946), último príncipe de Waldeck e Pyrmont, casado com a princesa Batilde de Schaumburg-Lippe; com descendência.
7. Isabel de Waldeck e Pyrmont (6 de setembro de 1873 – 23 de novembro de 1961) casada com o príncipe Alexandre de Erbach-Schönberg; com descendência.

O seu segundo casamento realizou-se no dia 29 de abril de 1891 com a princesa Luísa de Schleswig-Holstein-Sonderburg-Glücksburg. Desta união nasceu apenas um filho que foi morto em combate pouco depois do inicio da Primeira Guerra Mundial:
1. Wolrad de Waldeck e Pyrmont (26 de janeiro de 1892 - 14 de outubro de 1914), sem descendência.

## Morte
Jorge Vítor morreu de pneumonia na cidade de Mariánské Lázně, na Boémia. Foi sucedido pelo seu filho Frederico.

## Genealogia
| Jorge Vítor, Príncipe de Waldeck e Pyrmont | Pai: Jorge II, Príncipe de Waldeck e Pyrmont | Avô paterno: Jorge I, Príncipe de Waldeck e Pyrmont                | Bisavô paterno: Carlos Augusto Frederico de Waldeck e Pyrmont            |
| Jorge Vítor, Príncipe de Waldeck e Pyrmont | Pai: Jorge II, Príncipe de Waldeck e Pyrmont | Avô paterno: Jorge I, Príncipe de Waldeck e Pyrmont                | Bisavó paterna: Cristiana Henriqueta do Palatinado-Zweibrücken           |
| Jorge Vítor, Príncipe de Waldeck e Pyrmont | Pai: Jorge II, Príncipe de Waldeck e Pyrmont | Avó paterna: Augusta de Schwarzburg-Sondershausen                  | Bisavô paterno: Augusto II, Príncipe de Schwarzburg-Sondershausen        |
| Jorge Vítor, Príncipe de Waldeck e Pyrmont | Pai: Jorge II, Príncipe de Waldeck e Pyrmont | Avó paterna: Augusta de Schwarzburg-Sondershausen                  | Bisavó paterna: Cristina de Anhalt-Bernburg                              |
| Jorge Vítor, Príncipe de Waldeck e Pyrmont | Mãe: Ema de Anhalt-Bernburg-Schaumburg-Hoym  | Avô materno: Vítor II, Príncipe de Anhalt-Bernburg-Schaumburg-Hoym | Bisavô materno: Carlos Luís, Príncipe de Anhalt-Bernburg-Schaumburg-Hoym |
| Jorge Vítor, Príncipe de Waldeck e Pyrmont | Mãe: Ema de Anhalt-Bernburg-Schaumburg-Hoym  | Avô materno: Vítor II, Príncipe de Anhalt-Bernburg-Schaumburg-Hoym | Bisavó materna: Amália Leonor de Solms-Braunfels                         |
| Jorge Vítor, Príncipe de Waldeck e Pyrmont | Mãe: Ema de Anhalt-Bernburg-Schaumburg-Hoym  | Avó materna: Amália de Nassau-Weilburg                             | Bisavô materno: Carlos Cristiano de Nassau-Weilburg                      |
| Jorge Vítor, Príncipe de Waldeck e Pyrmont | Mãe: Ema de Anhalt-Bernburg-Schaumburg-Hoym  | Avó materna: Amália de Nassau-Weilburg                             | Bisavó materna: Carolina de Orange-Nassau                                |